# Danh sách phim hoạt hình có doanh thu cao nhất
Phim hoạt hình là một hình thức sử dụng ảo ảnh quang học về sự chuyển động do nhiều hình ảnh tĩnh được chiếu tiếp diễn liên tục. Người ta có thể dùng máy tính, hay bằng cách chụp từng hình ảnh đã vẽ, đã được tô màu, hoặc bằng cách chụp những cử động rất nhỏ của các mô hình để tạo nên những hình ảnh trong phim (xem thêm về hoạt họa dùng mô hình đất sét và hoạt hình tĩnh vật). Để làm được những phim như vậy đòi hỏi phải tốn rất nhiều công sức và sức chịu đựng dai dẳng những công việc tẻ nhạt. Hiện nay, nhờ sự phát triển trong hoạt họa máy tính, tốc độ quá trình sản xuất phim đã được tăng lên rất nhiều. Phim hoạt hình hướng đến đối tượng xem chủ yếu là trẻ em.
Các phim hoạt hình đã đạt đến những thành tựu đáng kể ở phòng vé, đặc biệt là phim của hãng Disney. Trong suốt năm 2019, các phim hoạt hình nổi tiếng như Vua sư tử (2019), Nữ hoàng băng giá 2, Câu chuyện đồ chơi 4, đều đã cán mốc doanh thu 1 tỷ đô la Mỹ, trong đó, Vua sư tử đã phá vỡ kỉ lục phim hoạt hình có phòng vé cao nhất, cũng như đứng trong top 10 phim có doanh thu cao nhất mọi thời đại. Phim Na Tra: Ma đồng giáng thế cũng đã đạt được nhiều thành công đáng kể tại phòng vé và là phim hoạt hình không nói tiếng Anh duy nhất nằm trong bảng xếp hạng.

## Danh sách phim hoạt hình có doanh thu cao nhất
Nền tô màu chỉ những phim đang được chiếu trong tuần từ ngày 25 tháng 4 năm 2025 tại các rạp trên toàn thế giới.
| Hạng | Phim                                     | Doanh thu toàn cầu (USD) | Năm  | Chú thích |
| ---- | ---------------------------------------- | ------------------------ | ---- | --------- |
| 1    | Na Tra 2: Ma Đồng Náo Hải                | $2,084,181,921           | 2025 | [ 1 ]     |
| 2    | Những Mảnh Ghép Cảm Xúc 2                | $1,698,765,616           | 2024 | [ 2 ]     |
| 3    | Vua Sư Tử                                | $1,662,020,819           | 2019 |           |
| 4    | Nữ Hoàng Băng Giá 2                      | $1,453,683,476           | 2019 | [ 3 ]     |
| 5    | Anh Em Super Mario                       | $1,361,992,475           | 2023 |           |
| 6    | Nữ Hoàng Băng Giá                        | $1,306,450,154           | 2013 | [ 4 ]     |
| 7    | Gia Đình Siêu Nhân 2                     | $1,242,805,359           | 2018 | [ 5 ]     |
| 8    | Minions                                  | $1,159,398,397           | 2015 | [ 6 ]     |
| 9    | Câu Chuyện Đồ Chơi 4                     | $1,073,394,593           | 2019 | [ 7 ]     |
| 10   | Câu Chuyện Đồ Chơi 3                     | $1,066,969,703           | 2010 | [ 8 ]     |
| 11   | Hành Trình Của Moana 2                   | $1,058,707,411           | 2024 |           |
| 12   | Kẻ Trộm Mặt Trăng 3                      | $1,034,799,409           | 2017 | [ 9 ]     |
| 13   | Đi Tìm Dory                              | $1,028,570,889           | 2016 | [ 10 ]    |
| 14   | Phi Vụ Động Trời                         | $1,023,784,195           | 2016 | [ 11 ]    |
| 15   | Vua Sư Tử                                | $981,708,285             | 1994 | [ 12 ]    |
| 16   | Kẻ Trộm Mặt Trăng 2                      | $970,766,005             | 2013 | [ 13 ]    |
| 17   | Kẻ Trộm Mặt Trăng 4                      | $969,126,452             | 2024 |           |
| 18   | Đi Tìm Nemo                              | $941,637,960             | 2003 | [ 14 ]    |
| 19   | Minions: Sự Trỗi Dậy Của Gru             | $940,203,765             | 2022 |           |
| 20   | Shrek 2                                  | $928,760,770             | 2004 | [ 15 ]    |
| 21   | Kỷ băng hà 3: Khủng long thức giấc       | $886,686,817             | 2009 | [ 16 ]    |
| 22   | Kỷ băng hà 4: Lục địa trôi dạt           | $877,244,782             | 2012 | [ 17 ]    |
| 23   | Đẳng cấp thú cưng                        | $875,457,937             | 2016 | [ 18 ]    |
| 24   | Những Mảnh Ghép Cảm Xúc                  | $857,611,174             | 2015 | [ 19 ]    |
| 25   | Coco                                     | $807,082,196             | 2017 | [ 20 ]    |
| 26   | Shrek the Third                          | $798,958,162             | 2007 | [ 21 ]    |
| 27   | Shrek Forever After                      | $752,600,867             | 2010 | [ 22 ]    |
| 28   | Madagascar 3: Thần tượng châu Âu         | $746,921,274             | 2012 | [ 23 ]    |
| 29   | Lò đào tạo quái vật                      | $744,229,437             | 2013 | [ 24 ]    |
| 30   | Vút bay                                  | $735,099,082             | 2009 | [ 25 ]    |
| 31   | Na Tra: Ma đồng giáng thế                | $728,993,357             | 2019 | [ 26 ]    |
| 32   | Mufasa: The Lion King                    | $716,683,445             | 2024 |           |
| 33   | Spider-Man: Du Hành Vũ Trụ Nhện          | $690,615,475             | 2023 |           |
| 34   | Kung Fu Panda 2                          | $665,692,281             | 2011 | [ 27 ]    |
| 35   | Kỷ băng hà 2: Thời băng tan              | $660,940,780             | 2006 | [ 28 ]    |
| 36   | Biệt Đội Big Hero 6                      | $657,818,612             | 2014 | [ 29 ]    |
| 37   | Hành Trình Của Moana                     | $643,331,111             | 2016 | [ 30 ]    |
| 38   | Đấu trường âm nhạc                       | $634,151,679             | 2016 | [ 31 ]    |
| 39   | Gia đình siêu nhân                       | $633,019,734             | 2004 | [ 32 ]    |
| 40   | Công ty Quái vật                         | $632,316,649             | 2001 | [ 33 ]    |
| 41   | Kung Fu Panda                            | $631,744,560             | 2008 | [ 34 ]    |
| 42   | Bí kíp luyện rồng 2                      | $621,537,519             | 2014 | [ 35 ]    |
| 43   | Chuột đầu bếp                            | $620,702,951             | 2007 | [ 36 ]    |
| 44   | Madagascar 2: Tẩu thoát đến Phi Châu     | $603,900,354             | 2008 | [ 37 ]    |
| 45   | Người đẹp tóc mây                        | $591,806,017             | 2010 | [ 38 ]    |
| 46   | Crood                                    | $587,204,668             | 2013 | [ 39 ]    |
| 47   | Vương Quốc Xe Hơi 2                      | $562,110,557             | 2011 | [ 40 ]    |
| 48   | Mèo Đi Hia                               | $554,987,477             | 2011 | [ 41 ]    |
| 49   | Kung Fu Panda 4                          | $543,622,314             | 2024 |           |
| 50   | Kẻ Trộm Mặt Trăng                        | $543,239,815             | 2010 | [ 42 ]    |
| 51   | Công Chúa Tóc Xù                         | $540,437,063             | 2012 | [ 43 ]    |
| 52   | Rô-Bốt Biết Yêu                          | $533,281,433             | 2008 | [ 44 ]    |
| 53   | Madagascar                               | $532,680,671             | 2005 | [ 45 ]    |
| 54   | Wreck-It Ralph 2: Phá Đảo Thế Giới Ảo    | $529,323,962             | 2018 | [ 46 ]    |
| 55   | Khách sạn huyền bí 3: Kỳ nghỉ ma cà rồng | $528,583,774             | 2018 | [ 47 ]    |
| 56   | Nhóc Trùm                                | $527,965,936             | 2017 | [ 48 ]    |
| 57   | The Simpsons Movie                       | $527,071,022             | 2007 | [ 49 ]    |
| 58   | Bí kíp luyện rồng: Vùng đất bí ẩn        | $521,799,505             | 2019 | [ 50 ]    |
| 59   | Kung Fu Panda 3                          | $521,170,825             | 2016 | [ 51 ]    |